# Monaco op de Olympische Zomerspelen 2024
Monaco nam deel aan de Olympische Zomerspelen 2024 in Parijs.

## Aantal Deelnemers
Hieronder volgt een overzicht van de atleten die zich reeds gekwalificeerd hebben voor de Olympische Zomerspelen van 2024.
| Sport       | Mannen | Vrouwen | Totaal |
| ----------- | ------ | ------- | ------ |
| Atletiek    | 0      | 1       | 1      |
| Judo        | 1      | 0       | 1      |
| Roeien      | 1      | 0       | 1      |
| Tafeltennis | 0      | 1       | 1      |
| Zwemmen     | 1      | 1       | 2      |
| Totaal      | 3      | 3       | 6      |

## Deelnemers en resultaten

### Atletiek

#### Loopnummers
Mannen
| atleet                  | onderdeel | voorronde | voorronde | series | series | herkansingen | herkansingen | halve finale | halve finale | finale | finale |
| atleet                  | onderdeel | tijd      | rang      | tijd   | rang   | tijd         | rang         | tijd         | rang         | tijd   | rang   |
| ----------------------- | --------- | --------- | --------- | ------ | ------ | ------------ | ------------ | ------------ | ------------ | ------ | ------ |
| Marie-Charlotte Gastaud | 100 m     |           |           |        |        | n.v.t.       | n.v.t.       |              |              |        |        |

### Judo
Mannen
| atleet        | onderdeel | eerste ronde         | tweede ronde         | kwartfinale          | halve finale         | herkansing           | finale / BM          | finale / BM |
| atleet        | onderdeel | tegenstander uitslag | tegenstander uitslag | tegenstander uitslag | tegenstander uitslag | tegenstander uitslag | tegenstander uitslag | rang        |
| ------------- | --------- | -------------------- | -------------------- | -------------------- | -------------------- | -------------------- | -------------------- | ----------- |
| Marvin Gadeau | +100 kg   | bye                  | Granda               |                      |                      |                      |                      |             |

### Roeien
Mannen
| atleet             | onderdeel | series  | series | herkansingen | herkansingen | kwartfinale | kwartfinale | halve finale | halve finale | finale | finale |
| atleet             | onderdeel | tijd    | rang   | tijd         | rang         | tijd        | rang        | tijd         | rang         | tijd   | rang   |
| ------------------ | --------- | ------- | ------ | ------------ | ------------ | ----------- | ----------- | ------------ | ------------ | ------ | ------ |
| Quentin Antognelli | skiff     | 7:02.14 | 4 H    | 7:10.00      | 1 KF         | 6:58.89     | 5 HC/D      | 7:14.32      | 5 FD         |        |        |

Legenda: FA=finale A (medailles); FB=finale B (geen medailles); FC=finale C (geen medailles); FD=finale D (geen medailles); FE=finale E (geen medailles); FF=finale F (geen medailles); HA/B=halve finale A/B; HC/D=halve finale C/D; HE/F=halve finale E/F; KF=kwartfinale; H=herkansing

### Tafeltennis
Vrouwen
| atleet       | onderdeel | voorronde            | eerste ronde         | tweede ronde         | derde ronde          | kwartfinale          | halve finale         | finale / BM          | finale / BM    |
| atleet       | onderdeel | tegenstander uitslag | tegenstander uitslag | tegenstander uitslag | tegenstander uitslag | tegenstander uitslag | tegenstander uitslag | tegenstander uitslag | rang           |
| ------------ | --------- | -------------------- | -------------------- | -------------------- | -------------------- | -------------------- | -------------------- | -------------------- | -------------- |
| Xiaoxin Yang | enkelspel | bye                  | Matelová V 2 - 4     | niet geplaatst       | niet geplaatst       | niet geplaatst       | niet geplaatst       | niet geplaatst       | niet geplaatst |

### Zwemmen
Mannen
| Atleet       | Onderdeel        | Series  | Series | Halve finale | Halve finale | Finale         | Finale         |
| Atleet       | Onderdeel        | Tijd    | Rang   | Tijd         | Rang         | Tijd           | Rang           |
| ------------ | ---------------- | ------- | ------ | ------------ | ------------ | -------------- | -------------- |
| Théo Druenne | 800 m vrije slag | 8.25,01 | 31     | n.v.t.       | n.v.t.       | Niet geplaatst | Niet geplaatst |

Vrouwen
| atlete   | onderdeel       | series | series | halve finale | halve finale | finale | finale |
| atlete   | onderdeel       | tijd   | rang   | tijd         | rang         | tijd   | rang   |
| -------- | --------------- | ------ | ------ | ------------ | ------------ | ------ | ------ |
| Lisa Pou | 10km open water | n.v.t. | n.v.t. | n.v.t.       | n.v.t.       |        |        |